# ハン川 (ベトナム)

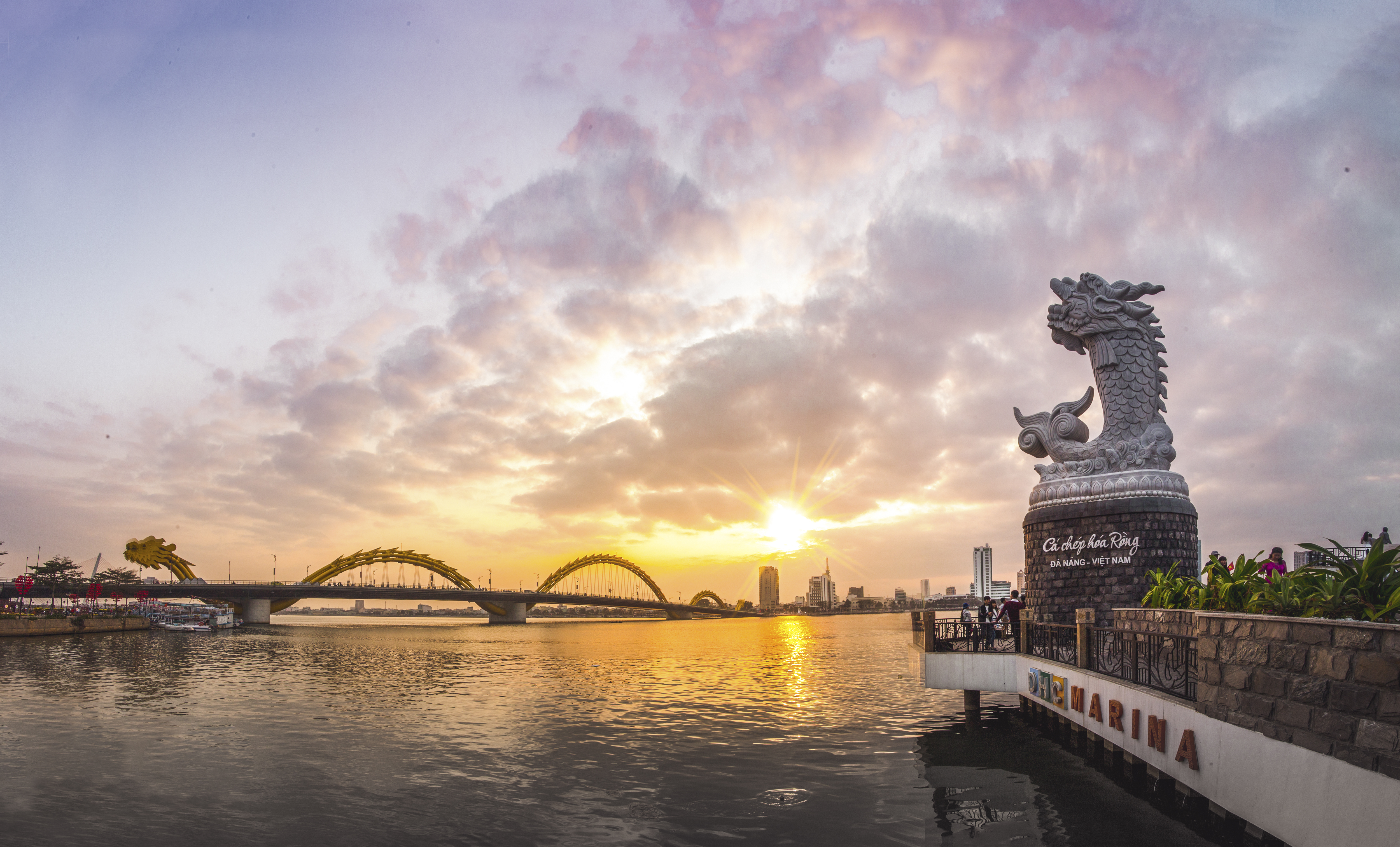
ハン川に架かるドラゴン橋とマードラゴン像

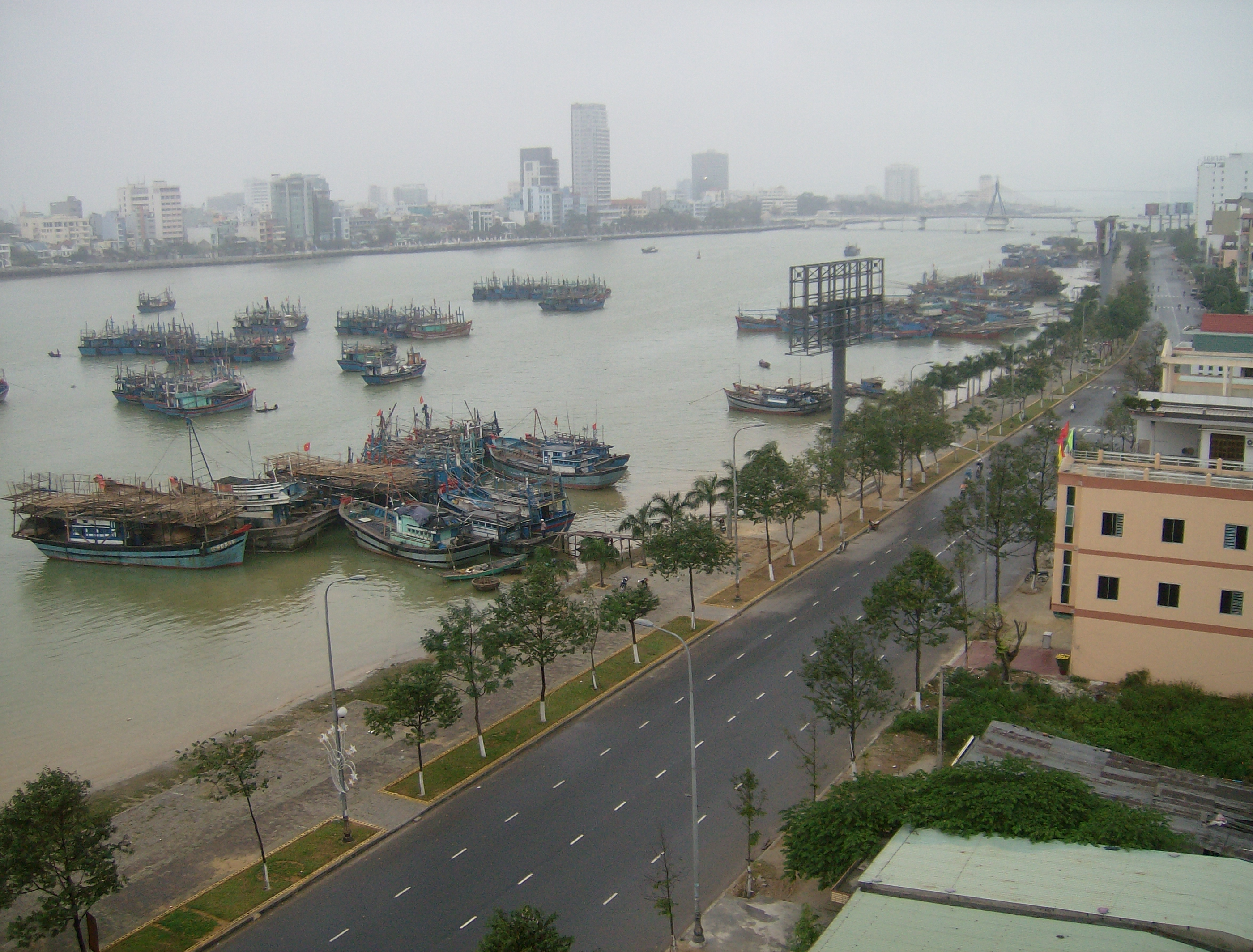
ダナン市内のハン川

ハン川（Hàn giang / 瀚江）は、ベトナムの南中部に位置する川である。川はクアンナム省で始まり、ダナンで南シナ海に注ぐ。カムレ川とヴィンディエン川の合流地点から河口までの約7.7kmをハン川と呼称する。
ソンチャ山の麓にある河口にはダナン港が位置し、ホイアンに変わってベトナム中部の国際貿易港として栄えた。ダナン港はベトナム戦争では重要なアメリカ海軍基地として使用された。

## 橋梁
ハン川はダナン市街を二分しており、ランドマークとして６本の特徴ある橋が掛けられている。
- トゥアンフォック橋
- ハン川橋
- ドラゴン橋
- チャンティリー橋
- トアンフック橋
- ティエンソン橋